# 南かおりのHello Musicらんど
『南かおりのHello Musicらんど』（みなみかおりのハローミュージックらんど）は、KBS京都ラジオで2004年4月3日から2008年3月30日まで毎週土曜日の12:00 - 15:30まで放送されていたラジオ番組である。

## パーソナリティ
- 南かおり

## ラジオカーリポート
- 池和歌子

## コーナー
- 大阪ガスラジオカーレポート
- KBS京都交通情報（大阪・京都）
- トヨタ プレシャス・ボックス!
- KBS京都交通情報（京都）
- 常識力クイズ
- ハグクミプロジェクト Hello・MiMiシアター
- きょうとほっと情報
- ハローインフォメーション
- ウィークリーカオリン